# クラークスビル (テネシー州)
クラークスビル（英: Clarksville）は、アメリカ合衆国テネシー州北部の都市。モンゴメリー郡の郡庁所在地である。人口は16万6722人（2020年）で、メンフィス、ナッシュビル、ノックスビル、チャタヌーガに続く州第5の都市である。州都ナッシュビルの北西70kmに位置しているが、独自の都市圏を形成している。
クラークスビルは1785年に設立され、ジョージ・ロジャース・クラークに因んで名付けられた。クラークは当時のフロンティアであるテネシーを開拓し、アメリカ独立戦争では英雄となった者であり、またルイス・クラーク探検隊を指揮したウィリアム・クラークの兄だった。
クラークスビルにはオースティン・ピー州立大学と新聞社の「ザ・リーフ・クロニクル」があり、ダウンタウンの北西15キロメートルにあるフォート・キャンベルには第101空挺師団が駐屯しており、テネシー州とケンタッキー州の州境に跨っている。
市の渾名には「女王の都市」や「カンバーランドの女王」や「新南部への入口」というものがある。スローガンである「テネシーのトップスポット」は2008年4月に新しい「ブランド」として導入された。

## 歴史

### 設立
クラークスビルとなった地域は1768年にトマス・ハッチンスが測量したのが始まりだった。ハッチンスは川の航行のための目印として、カンバーランド川とレッド川の合流点にある岩の多い崖をレッドペイント・ヒルと名付けた。1771年から1775年まで、郡の名前のもとになったジョン・モンゴメリーがカスパー・マンスカーと共に狩猟の旅の間にこの地域を訪れた。同年、リチャード・ヘンダーソンがオハイオ川とカンバーランド川の間の土地をチェロキー族インディアンから購入した。代償は馬と銃およびアルコールだった。この土地について、クリーク族、ショーニー族およびチカソー族など、地元の他の部族が自分たちの縄張りの一部であると主張したため、部族と開拓者の間の紛争を生んだ。
1779年、ダニエル・ブーンの「荒野の道」を通って、ジェームズ・ロバートソンが一群の開拓者を東テネシーからこの地に導いた。ロバートソンは後にカンバーランド・ファーネスに製鉄所を造ることになった。1年後の1780年、ジョン・ドネルソンが一群の平底船でカンバーランド川を遡り、後にナッシュビルとなるフランスの交易拠点、フレンチリック（あるいはビッグリック）に向かった。この船がレッドペイント・ヒルに差し掛かったとき、モーゼス・レンフロー、ジョセフ・レンフローおよびソロモン・ターピンがその家族と共に別行動をとり、レッド川の方向へ向かった。この一団は今日のポートロイヤルに近いパーソンズ・クリークまで移動し、そこを開拓するために上陸した。しかし、その夏にインディアンに攻撃を受けて撤退することになった。
クラークスビルは、アメリカ独立戦争の間にジョージ・ワシントン将軍の下で従軍し、戦後解体された大陸軍の兵士達によって一部開拓される町として指定された。戦争が終わったとき、連邦政府は兵士達に給与を払うための十分な資金を持って居らず、ノースカロライナ州議会は1790年に州境より西の土地を連邦の土地特許計画の用地して指定した。クラークスビルの地域は測量が終わり、区画化されていたので、開拓定着が可能な領土として考えられた。この土地は国のために尽くし、支払を受ける資格のある兵士への報償としてその家族ごと定着する土地に使われた。
クラークスビルの発展と文化は市民と軍隊との間に進行する相互依存に拠っていた。町の骨格形成は独立戦争の終戦の頃だった。南北戦争の時は、ヘンリー砦の戦いやドネルソン砦の戦いでの北軍勝利によって男性人口が激減した。多くの男性は北軍の捕虜収容所に抑留された。第一次世界大戦でも多くのクラークスビル出身者を失った。第二次世界大戦では後にキャンベル砦となるキャンプ・キャンベルが造られ、軍隊との結びつきが強化された。キャンベル砦を出発した兵士達はこの基地の形成以降、あらゆる作戦に採用された。
1784年1月16日、ジョン・アームストロングがノースカロライナ州議会にジョージ・ロジャース・クラーク将軍に因みクラークスビルという名の町を創設するよう議案を提出した。町が公式に設立される以前から区画は販売された。1785年10月、ロバート・ウィークリー大佐がマーティン・アームストロングとモンゴメリー大佐のためにクラークスビルの町の区分けを行い、ウィークリーはその任務のための区画を選んだ。彼はスプリング通りとメインストリートの北東角第20番区画を選んだ。町は140区画と44の非販売区画からなる20の街区で構成された。当初の庁舎はフロント通りと2番通りの間のフランクリン通り北側にある第93区画に置かれた。共同湧水はスプリング通りとコマース通りの北東角第74区画にあった。ウィークリーは1786年2月に最初の小屋を建て、2月あるいは3月頃にモンゴメリー大佐が到着して小屋を建てさせたのが2番目の家屋になった。ジェイムズ・サンダースによる公式測量に従って、1785年12月29日、クラークスビルはノースカロライナ州議会によって設立された。この地域で設立された2つめの町だった。アームストロングは洪水に対する備えから、町をカンバーランド川を見下ろす丘に配置した。町は4エーカー (16,000 m2) の正方形12区画によって構成されていた。東西に走る主要通りは北からジェファーソン、ワシントン（現在はカレッジ）、フランクリン、メイン、コマースと名付けられた。南北に走る通りは川のある東からウォーター（現在はリバーサイド・ドライブ）、スプリング、第1、第2および第3と名付けられた。
この地域のタバコ交易が年々成長し、1789年にはモンゴメリーとマーティン・アームストロングがクラークスビルをタバコの検査場所に指定するよう議会に働きかけた。1790年、アイザック・ロー・ピーターソンが中心街の直ぐ北東にあるダンバー・ケイブの所有権を主張した。
1796年6月1日にテネシーがアメリカ合衆国の州に昇格したとき、クラークスビルとその東側の地域はテネシー郡と呼ばれた（この郡は1788年にノースカロライナ州によって創設された）。後にテネシー郡は現在のモンゴメリー郡とロバートソン郡に分かれ、この地域を開拓のために拓いた男達に因んで名付けられた。

### 19世紀

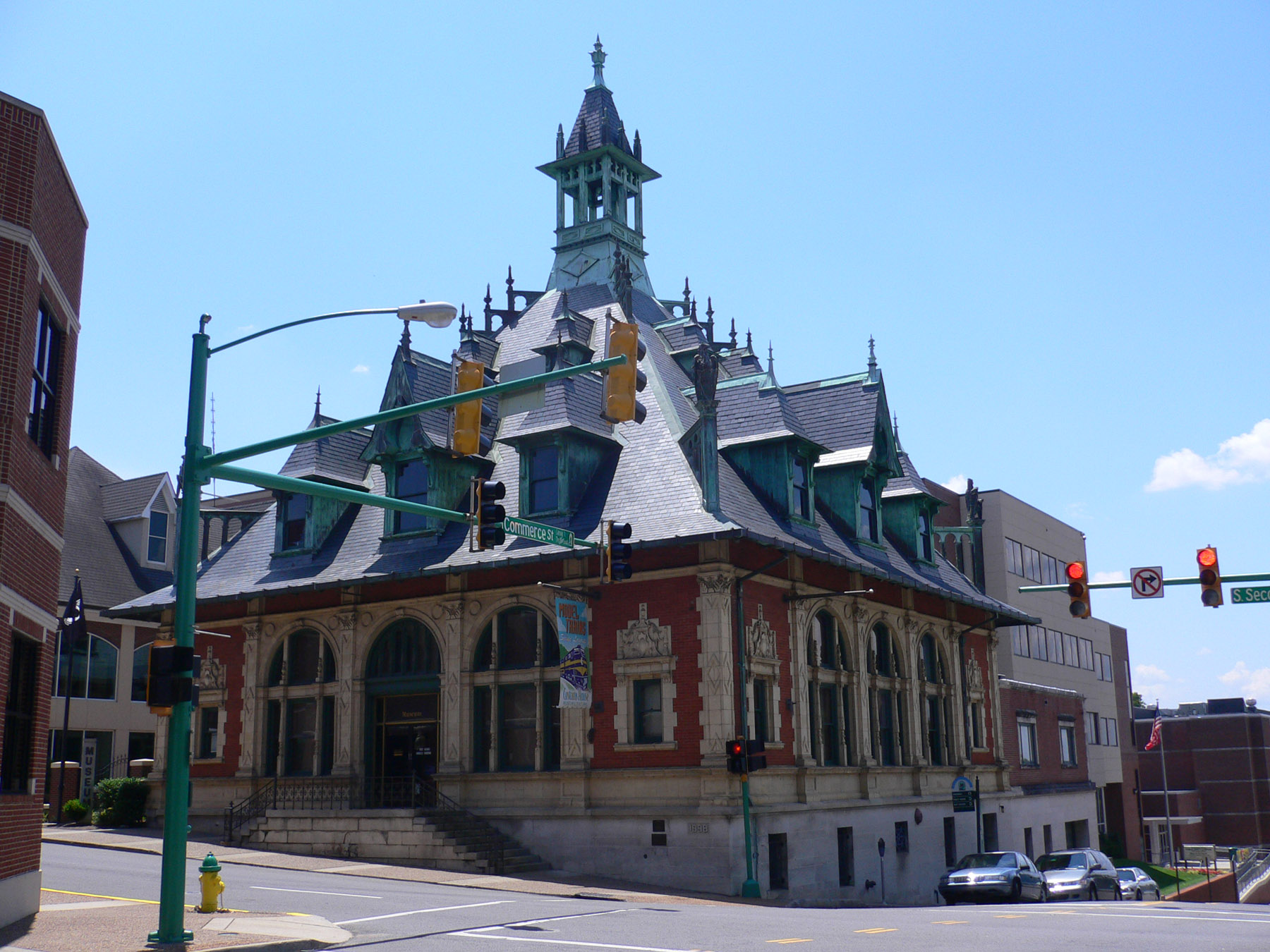
クラークスビル博物館・文化センター、1898年建設

19世紀に入った頃にクラークスビルは急速に成長した。1806年までに教育施設を造る必要性を認識し、この年ルーラル・アカデミーが設立された。これが後にマウントプレザント・アカデミーに代わった。1819年までに、町にはパン屋や銀細工師などの店舗が22あった。1820年には蒸気船がカンバーランド川航行を始め、金物、コーヒー、砂糖、繊維製品およびガラスを運んできた。町からは小麦粉、タバコ、綿花およびトウモロコシをミシシッピ川沿いのニューオーリンズやオハイオ川沿いのピッツバーグに向けて出荷した。陸路に関しても4本の主要な砂利道が完成して交易が成長した。陸路の2本はナッシュビルに向かうものであり、1本は渡し船でレッド川を渡すケンタッキー道路と呼ばれ、もう1本はラッセルビル道路と呼ばれた。1829年、レッド川を越えてニュープロビデンスとを繋ぐ最初の橋が架けられた。その9年後、クラークスビル・ホプキンスビル・ターンパイクが建設された。1855年、クラークスビルに市政が布かれた。1859年10月1日、メンフィス・クラークスビル・アンド・ルイビル鉄道として鉄道が町に入ってきた。この鉄道は後にパリスやケンタッキー州のガスリーで他の鉄道と接続された。
南北戦争が始まる時までに、クラークスビルと郡部の合計人口は2万人となっていた。この地域では奴隷制が行われており、黒人がタバコ畑で働いていた。1861年、クラークスビル市とモンゴメリー郡の双方は投票により全会一致で南軍に加わることを決めた。アメリカ連合国大統領ジェファーソン・デイヴィスの生誕地が近いことでアメリカ連合国に強い結びつきがあったが、南北両軍共にこの都市を戦略的に重要な場所と見ていた。南軍のアルバート・ジョンストン将軍は陸路による攻撃を予測してクラークスビル周辺に防御線を敷いた。しかし北軍はカンバーランド川を下って軍隊と砲艦を送り、1862年にはドネルソン砦、ヘンリー砦およびクラークスビルを占領した。1862年から1865年まで、この町は何度か味方する軍を変えたが、北軍が支配を続けた。解放された多くの元奴隷がクラークスビルに集まり、北軍に入隊して黒人ばかりの連隊を結成した。残っている者は川岸の掘っ立て小屋に住んだ。
戦後はレコンストラクションを経験し、1872年には当時の鉄道がルイビル・アンド・ナッシュビル鉄道に買収された。町は1878年まで成長を続けたが、この年の大火で中心街の事業地区15エーカー (60,000 m2) を焼き、当時の市庁舎やその他多くの歴史的建造物が破壊された。この火事はフランクリン通りの店舗が出火場と考えられた。この大火後町は再建され、20世紀には新たなスタートを切った。町に初めて自動車が入ってきたのがこの時期であり、大きな興奮を呼んだ。

### 20世紀

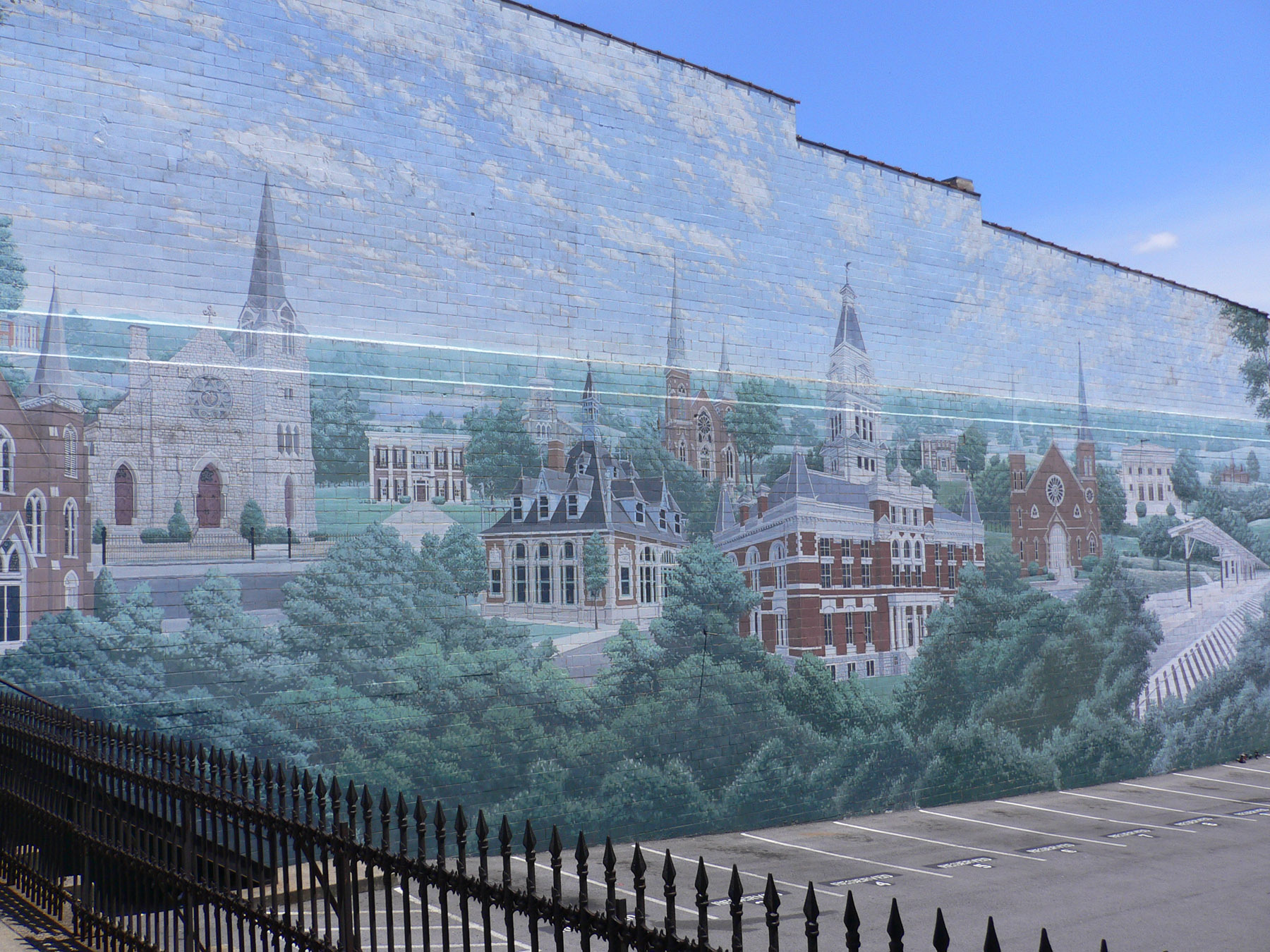
1999年の竜巻で破壊された建物の唯一残った壁に描かれた壁画

別の形の娯楽が間もなく訪れた。1913年、クラークスビルでは初めての映画館であるリリアン劇場が、ジョセフ・ゴールドバーグによってフランクリン通りにオープンした。客席は500以上あった。2年足らず後の1915年、この劇場が焼け落ちたが、その年遅くに再建された。
第一次世界大戦がヨーロッパ大陸で激しくなると、地元から多くの志願兵が出発し、米英戦争、米墨戦争など以前の戦争の時にテネシー州に与えられた渾名である「志願兵の州」を再確認することになった。この期間女性参政権も大きな問題となりクラークスビルの女性達は戦いに出ている夫や父親に頼らずに銀行と取引を行う必要があった。これに対応して1919年にフランク・J・ラニアン夫人によって最初のテネシー女性銀行が設立された。
1920年代はさらに町が成長した。交通面では1922年にクラークスビルとホプキンスビルの間にバス路線が開設された。1927年にオースティン・ピー師範学校が創設され、これが後のオースティン・ピー州立大学になった。1928年、客席数600のマジェスティック劇場と同900席のキャピトル劇場が開館した。地元の飛行士であるジョン・アウトローは1929年にアウトロー飛行場を造った。
クラークスビル市にとって最も大きな変化は1942年にキャンプ・キャンベル（現在のキャンベル砦）の建設が始まったことだった。新しい陸軍基地は市の北西10マイル (16 km) にあり、23,000人の兵士を収容できたので、即座にクラークスビルの人口と経済を爆発させた。
最近の数十年間でニュープロビデンスとセントベスレヘムの町を合併してクラークスビルの大きさは2倍になり、人口も増加した。セントベスレヘム北に州間高速道路24号線が造られたことで開発の主要地域となり、アメリカ国道79号線に沿った成長の大半は小売店によるものだった。1954年、マディソン通り沿いにクラークスビル記念病院が建設された。中心街のリリアン劇場はロキシー劇場と改名され、今日でも毎週劇や芸能を上演している。
ロキシー劇場は多くの写真撮影、映画、ドキュメンタリー、音楽ビデオおよびテレビコマーシャルの背景として使われてきた。最も有名なのがシェリル・クロウがグラミー賞を獲得した歌『All I Wanna Do』であり、ロキシー劇場の前で撮影された。
1999年1月22日朝、クラークスビル中心街は藤田スケール3の竜巻に襲われ、郡庁舎を始め多くの建物が破壊された。この竜巻は幅880ヤード (800 m) に渡って総延長4.3マイル (7 km) も進行し、セントベスレヘムにまで達した。このとき死者や重傷者は出なかった。その後クラークスビルは復興を遂げ、損害の多くが復旧されたことは市が復興する力の象徴となった。フランクリン通りのあるビルが立っていたところでは、残された壁の一面にクラークスビルの歴史的建物を描いた大きな壁画が制作された。
クラークスビルには州内でも最古の銀行である1854年設立のノーザン銀行があり、現在ではアムサウス銀行となっている。また1808年に発刊された州最古の新聞「ザ・リーフ・クロニクル」、1919年に女性だけの手で創設され運営された世界でも唯一の銀行であるテネシー女性銀行がある。

### 郡庁舎の歴史

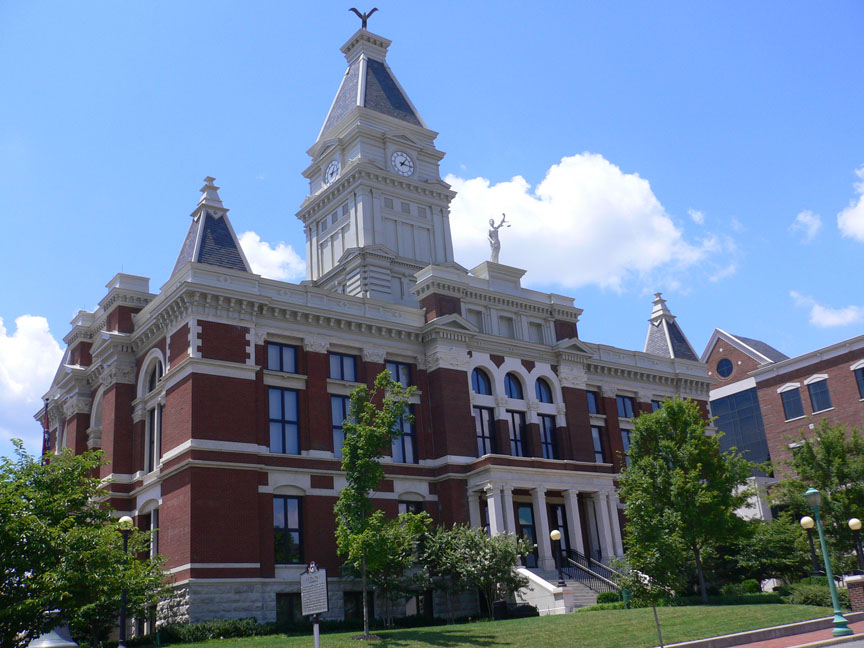
モンゴメリー郡庁舎

初代郡庁舎は1796年にジェイムズ・アダムズによって丸太を組み合わせて建設された。現在リバーサイド・ドライブとワシントン通りの角となっている所に川岸近く建てられた。その後1805年の第2代、さらにヘンリー・スモールが提供した土地に第3代目の郡庁舎が建設された。4代目は1811年に建設され、初めて煉瓦造りとなった。マーティン・アームストロングが寄贈した土地である公共広場の東半分に建てられた。1843年、5代目の郡庁舎はフランクリン通りに建てられた。これは1878年の大火まで存在した。
6代目かつ現在の庁舎は1879年5月16日に礎石が置かれ、2番通りと3番通りの間に建設された。この建物はインディアナポリスのジョージ・W・バンティングが設計した。その5年後に中心街を襲った竜巻によって庁舎の屋根が損傷した。これは修復された。1900年3月12日、庁舎は再度火事に見舞われ、上部階が破壊され、時計塔が倒れた。多くの市民は庁舎が倒壊して安全なものに置き換えられることを望んだが、判事は取り壊しを拒み修復させた。
この庁舎は1999年1月22日の竜巻で再度破壊された。住民は新しい庁舎を建設する腹づもりだったが、最終的には全体が改修された。この災害からまる4年経った日に庁舎は再度除幕された。当初の庁舎や広場の再生に加えて、新たにその北側にコートセンターが建設された。

## 地理
クラークスビルは北緯36度31分47秒 西経87度21分33秒 / 北緯36.52972度 西経87.35917度に位置する。標高は382フィート (116 m) である。この標高はカンバーランド川東岸に沿って走るリバーサイド・ドライブの一部のものだが、町の大半はそれより高い位置にある。クラークスビルの市民空港であるアウトロー飛行場は、標高550フィート (168 m) とされている。Topo USAの地図ソフトに拠れば、町の広場は標高475フィート (145 m)、郡庁舎は同509フィート (155 m) となっている。メディカルコートに近いメモリアル・ドライブ北側には標高598フィート (182 m) の地点がある。
アメリカ合衆国国勢調査局に拠れば、市域全面積は95.5平方マイル (247.4 km2)、このうち陸地は94.9平方マイル (245.7 km2)、水面は0.7平方マイル (1.8 km2)で水域率は0.71％である。
クラークスビルはナッシュビル盆地を取り囲むハイランドリムの北西縁にあり、ナッシュビルからは北西に45マイル (72 km) である。
クラークスビルはカンバーランド川とレッド川の合流点近く、カンバーランド川沿いに設立された。カンバーランド川はクラークスビルの南東40マイル (64 km) ほどのナッシュビルから流れ下りてくる。クラークスビルの設立当初からカンバーランド川は商業的生命線だった。最初は平底船、1802年代からは蒸気船が綿花、オートムギ、大豆およびタバコをオハイオ川下流のピッツバーグまで運んだ。さらにオハイオ川からミシシッピ川を下ってニューオーリンズまで運ばれるものが多かった。ダークファイアおよびバレー種の葉タバコが地域で生産され、ヨーロッパのタバコ・バイヤーによって、特に無煙製品に使われるタイプ22のタバコであるダークファイア種では世界最大の市場になった。19世紀にはあらゆるタバコの中で最もニコチンの含有量が多い種と考えられた。
クラークスビルの北西には第101空挺師団の本拠地であるキャンベル砦軍保有地がある。クラークスビルの経済はキャンベル砦の存在（およびオースティン・ピー州立大学）に負うところが大きい。キャンベル砦の大半はテネシー州内のモンゴメリー郡とスチュワート郡に位置している。管轄する郵便局がケンタッキー州内にあるので、ケンタッキー州の住所が宛てられている。

## 人口動態
以下は2000年の国勢調査による人口統計データである。
| 基礎データ - 人口: 103,455人 - 世帯数: 36,969世帯 - 家族数: 26,950家族 - 人口密度: 421.1人/km2（1,090.6人/mi2） - 住居数: 40,041軒 - 住居密度: 163.0軒/km2（422.1軒/mi2） 人種別人口構成 - 白人: 67.91% - アフリカン・アメリカン: 23.23% - ネイティブ・アメリカン: 0.54% - アジア人:2.16% - 太平洋諸島系: 0.25% - その他の人種: 2.61% - 混血: 3.30% - ヒスパニック・ラテン系: 6.03% - 外国生まれ人口:5,187人 年齢別人口構成 - 18歳未満: 28.8% - 18-24歳: 13.6% - 25-44歳: 34.7% - 45-64歳: 15.6% - 65歳以上: 7.3% - 年齢の中央値: 29歳 - 性比（女性100人あたり男性の人口） - 総人口: 100.9 - 18歳以上: 98.5 | 世帯と家族（対世帯数） - 18歳未満の子供がいる: 41.3% - 結婚・同居している夫婦: 56.4% - 未婚・離婚・死別女性が世帯主: 13.1% - 非家族世帯: 27.1% - 単身世帯: 21.1% - 65歳以上の老人1人暮らし: 5.3% - 平均構成人数 - 世帯: 2.69人 - 家族: 3.12人 以下の収入データは2007年の推計である。 収入と家計 - 収入の中央値 - 世帯: 37,548 米ドル - 家族: 41,421米ドル - 性別 - 男性: 29,480米ドル - 女性: 22,549米ドル - 人口1人あたり収入: 16,686米ドル - 貧困線以下 - 対人口: 10.6% - 対家族数: 8.4% - 18歳以下: 13.8% - 65歳以上: 10.4% |

## 教育

### 高等教育機関
- オースティン・ピー州立大学
- ベセル・カレッジ
- ミラー・モット工科カレッジ
- ドラウホンズ・ジュニア・カレッジ
- オースティン美容カレッジ
- ノースセントラル・インスティチュート

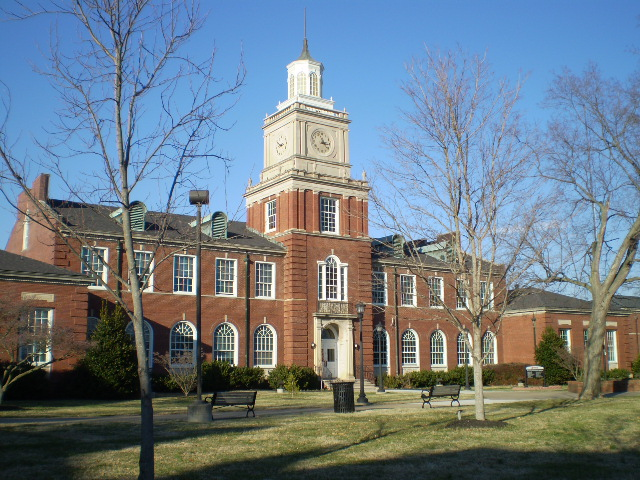
オースティン・ピー州立大学

- ノーステネシー・バイブル・インスティチュート
- クィーンシティ・カレッジ

### 幼稚園生から12年生
クラークスビル・モンゴメリー郡教育学区が高校6校、中学6校、小学校18校および合計30の公立学校を運営し、約3万人の児童生徒が通っている。また幼稚園生から5年生までのマグネットスクール1校がある。
クラークスビル・モンゴメリー郡教育学区の公立高校
- 北東高校（生徒数800人）
- クラークスビル高校（生徒数1,259人）
- ロスビュー高校（生徒数1,500人）
- 北西高校（生徒数1,171人）
- ケンウッド高校（生徒数1,152人）
- ウェストクリーク高校（生徒数1,000人）
- モンゴメリー中央高校（生徒数950人）

私立高校
- クラークスビル・アカデミー（生徒数613、幼稚園生から12年生）
- モンゴメリー・クリスチャン・アカデミー（生徒数175、幼稚園生から12年生）
- バイブル・バプテスト・アカデミー（生徒数142、幼稚園生から12年生、2000年に閉校）
- ウィームズ・アカデミー（生徒数58、4年生から12年生）
- アカデミー・フォー・アカデミック・エクセランス（生徒数50、1年生から12年生）
- ヘリコン/クラークスビル・ダイアグノスティック（生徒数25、6年生から12年生）

## 経済
クラークスビルの主要雇用主企業は以下の通り。
- アメリカン・スタンダード
- アベリット・ハードウッズ・インターナショナル
- ブリヂストン・メタルファUSA
- クラークスビル・ファンドリー
- フロリムUSA
- フォート・キャンベル（アメリカ陸軍駐屯地）
- ヘンドリクソン・トレイラー・サスペンションズ・システムズ
- ジョースンズ、印刷出版事業部
- レティカ・コーポレーション
- プレシジョン・プリンティング・アンド・パッケージング
- プレミウムウェア
- プリントXcel
- ケベカー
- ロバート・ボッシュ
- スミスフィールド・マニュファクチュアリング
- SPX、金属鍛造事業部
- スターテックUSA
- トレイン
- UCARカーボン
- バルカン、ゴム事業部
- ウィットソン・ランバー
- ストームペイ
- F&M銀行
- レジェンズ銀行
- グーグル、データセンター
- LGエレクトロニクス、洗濯機工場

## 交通

### 空港
クラークスビル市民はナッシュビル国際空港の商業便を利用できるが、中心街の北10マイル (16 km) にアウトロー飛行場という小さな空港がある。この空港は年間4万回近い民間機の発着があり、パイロットの訓練学校や小さな航空会社がある。滑走路は長さ6,000フィート (1800 m)、幅100フィート (30 m) のもの1本と長さ4,004フィート (1200 m)、幅100フィート (30 m)のもの1本、合計2本ある。

### 主要道路と高規格道路
- アメリカ国道41号線、 市内ではマディソン通りとフォートキャンベル・ブールバード
- アメリカ国道79号線、ウィルマ・ルドルフ・ブールバード
- 州間高速道路24号線、（経路上の目的地に指定）
- 州道12号線、アッシュランドシティ・ハイウェイ
- 州道13号線
- 州道48号線
- 州道76号線、マーティン・ルーサー・キング・ジュニア・パークウェイ
- 州道374号線、ウォーフィールド・ブールバード、第101空挺団パークウェイ、パープルハート・パークウェイ

## 全国での位置付け
2004年6月版マネー誌では、今後10年間に創造的職種の者を引き付ける、人口25万人以下の都市、上位5位の1つにクラークスビルをランク付けた。
その他にも幾つか下記のような良い評価を得てきた。
- サザン・ビジネス・アンド・デベロプメント・マガジン、南部で才能ある労働者が豊富な場所トップ10、2006年5月
- フォーブス、ビジネスとキャリアのための都市ランク90位、2001年5月
- アントレプレナー・マガジン、南部の小都市第1位
- マネー。住みたい場所57位、1996年7月
- ゴルフ・ダイジェスト、パブリック・ゴルフのための都市11位、1998年7月
- リーダーズ・ダイジェスト、家族に優しい都市38位、1997年4月
- ナショナル・シビック・リーグ、2002年全米都市賞で最終選考に残った

## 名所
- ダウンタウン・アーティスト・コーオプ
- ロキシー劇場
- ガバナーズ・スクェアモール
- クラークスビル市樹木園
- クラークスビル・スピードウェイ・レーストラック
- ビーチャブン・ビニヤード・アンド・ワイナリー
- リングゴールド・ミル（ノースクラークスビルに在る）
- ポートロイヤル州立公園、モンゴメリー郡で歴史あるコミュニティ、かつ最初のヨーロッパ文明が訪れた場所
- 歴史的コリンズビル 、初期ヨーロッパ人とアフリカ系アメリカ人の開拓者が生活した様式を復元した歴史集落
- カスタムズハウス博物館と文化センター、クラークスビル中心街にあり、テネシー州で2番目に大きな一般博物館
- L & N 鉄道駅、中心街の復元された鉄道駅
- ウィルマ・ルドルフの彫像、アメリカで最も傑出したオリンピック選手を称えるもの
- カンバーランド・リバーウォーク
- ダンバー・ケイブ
- キングスブラフ、カンバーランド川沿いに有るロッククライミング場、200以上のルートがある
- クラークスビル・パブリックスクェア
- アルター・ギャラリー
- ピラー・オブ・クラウド、ピラー・オブ・ファイア、グレッグ・シュランジャーの彫刻、パブリックスクェアにある
- エノク・タナー・ウィッカムの彫像、近くのパルミラにある

### 著名な住人
次の著名人はクラークスビルで生まれたか住んだことがある。
- ロイ・アカッフ、カントリーミュージックのスター
- スティーブ・アダムズ、元テネシー州財務官
- ジェイムズE・ベイリー、テネシー州選出アメリカ合衆国上院議員
- デビッド・ビッブ、一般調達局の管理官代行
- ウィリー・ブラウント、テネシー州知事（任期1809年-1815年）
- ロバート・バート、アフリカ系アメリカ人外科医
- ベン・クラーク、エベレスト山に登頂したアメリカ人で2番目に若い
- フィランダー・クラクストン、教授、アメリカ合衆国教育コミッショナー、オースティン・ピー州立大学学長
- ネイト・コルバート、MLB選手
- グレッチェン・コーディ、リアリティテレビ番組"Survivor: Borneo"のキャスト、地元ラジオのDJ
- マイク・ホンデンブローク、イギリス生まれの社会評論家、慈善事業家
- ライリー・ダーネル、元テネシー州上院議員、元テネシー州州務長官
- ドロシー・ディックス、エリザベス・メリウェザー・ジルマーの筆名、新聞の人生相談欄で有名なジャーナリスト
- ソニア・ケイ・エリオット、公認看護師、補助および法定看護師コンサルタント、イッシューズ・エレメンツ・ポインツ社主
- トマス・フォアハンド・ジュニア、ロバート・E・リーのプレゼンター、著作家
- ハリー・ガルブレス、NFL選手、マイアミ・ドルフィンズ、グリーンベイ・パッカーズ、ニューヨーク・ジェッツ
- ブロック・ジレスピー、プロ・バスケットボール選手
- ジェフ・グーチ、元NFL選手、タンパベイ・バッカニアーズ '96-'01,'04、デトロイト・ライオンズ'02-'03
- アーネスト・ウィリアム・グッドパスチュア、病理学者、医者
- キャロライン・ゴードン、小説家、アレン・テートの妻
- フィラ・ハッチ、シェフ、料理本作家
- トレントン・ハッセル、NBA選手、ミネソタ・ティンバーウルブズ、シカゴ・ブルズ、ダラス・マーベリックス、ニュージャージー・ネッツ
- ローランド・ヘイズ、音楽家
- トミー・ヘッド、テネシー州下院議員
- ギュスターブス・アドルファス・ヘンリー・シニア（1804年-1880年）、ケンタッキー州ホイッグ党とテネシー州民主党の党員、テネシー州のタカ派雄弁家
- パーシー・ハワード、NFL選手、ダラス・カウボーイズのワイドレシーバー
- ダグラス・S・ジャクソン、テネシー州上院議員
- ケイヴ・ジョンソン、民主党員、テネシー州選出アメリカ合衆国下院議員、ジェームズ・ポーク大統領の1845年から1849年にアメリカ合衆国郵政長官
- ドロシー・ジョーダン、女優
- オーティス・キー、選手とコーチ、ハーレム・グローブトロッターズ
- ジョセフ・バックナー・キルドブリュー、教育者、弁護士、改革者、テネシー州の革新的公立学校法の提案者
- ロサリンド・クリタ、テネシー州上院議員
- ホレス・ライゼンビー、MLB選手、ワシントン・セネタースの投手
- ホレス・ハーモン・ラートン、アメリカ合衆国最高裁判所判事
- ジョン・ハートウェル・マラブル、アメリカ合衆国下院議員
- ショーン・マリオン、NBA選手、オリンピックにも出場、フェニックス・サンズ、マイアミ・ヒート、トロント・ラプターズ)
- ワイルド・ビル・マッシー、 プロのリモコンカー・レーサー
- ジョン・モーガン、テネシー州会計監査官
- アイザック・マーフィー、レコンストラクション時の最初のアーカンソー州知事
- ロバート・ロフティン・ニューマン、画家
- メアリー・C・ノーブル、ケンタッキー州最高裁判所判事
- ウェイン・ペイス、タイム・ワーナー社CFO
- アサヘル・ハンティントン・パッチ、ブラックホーク・トウモロコシ脱穀機の発明家
- オースティン・ピー、テネシー州知事（任期1922年-1927年）、オースティン・ピー州立大学に名前が採用された
- チョンダ・ピアス、キリスト教コメディアン、芸人
- キー・ピットマン、ネバダ州選出アメリカ合衆国上院議員
- ジョー・ピッツ、テネシー州下院議員
- ジェフ・パービス、ブッシュシリーズのレースカー・ドライバー
- ジェイムズ・B・レイノルズ、アメリカ合衆国下院議員
- メイソン・ルドルフ、プロゴルファー、
- ウィルマ・ルドルフ、オリンピック1大会で3個の金メダルを獲得した最初の女子選手
- ブレンダ・ビニヤード・ラニアン、 歴史的銀行であるテネシー女性銀行の設立者兼経営者（1919年-1926年）
- カート・ライル、作詞家、音楽家
- クラレンス・サンダース、ピグリー・ウィグリー・スーパーマーケット事業の創設者
- エブリン・スコット、詩人、小説家
- バレンタイン・セビア、独立戦争時の軍人、ジョン・セビアの弟、テネシー州初代知事、開拓者がインディアンからの攻撃を逃れる小さな砦としてセビア・ステーションをクラークスビルに構築、この建物は歴史建造物として現在も残っている
- ジョージ・シェリル、MLB選手、ロサンゼルス・ドジャース
- マイケル・ショルダーズ、児童文学者[9]
- レイチェル・スミス、2007年ミスUSA
- ジェフ・ステック、ピーク・フィットネスを設立した起業家
- トラビス・スティーブンズ、NFL選手、タンパベイ・バッカニアーズ
- チャド・サッグ、シンガーソングライター、Backseat Goodbye
- パット・サミット、テネシー大学女子バスケットボール・コーチ
- フランク・サットン、俳優、テレビのGomer Pyle, USMCでカーター軍曹を演じた
- アレン・テイト、詩人
- スローン・トーマス、NFL選手、テネシー・タイタンズの元ワイドレシーバー
- ロバート・ペン・ウォーレン、詩人
- ジェイミー・ウォーカー、MLB選手、ボルチモア・オリオールズ、カンザスシティ・ロイヤルズ、デトロイト・タイガース
- ブッバ・ウェルズ、オースティン・ピー州立大学卒、元NBA選手
- ウィリアム・ウェストモーランド、アメリカ陸軍将軍
- ウィリアム・"サミー"・スチュアード、テネシー州銀行家協会会長、F&M 銀行CEO
- クラレンス・キャメロン・ホワイト、音楽家
- ジェイムズ・"フライ"・ウィリアムズ、バスケットボール選手、1970年代の当初アメリカン・バスケットボール・アソシエーションで活躍
- ホーウィー・ライト、バスケットボール選手、1970年代のニューヨーク・ニックス[10]
- バック・ヤング、俳優、テレビのGomer Pyleでウィップル軍曹を演じた